# Phaenocarpa leopoldi
Phaenocarpa leopoldi är en stekelart som beskrevs av Fischer 1974. Phaenocarpa leopoldi ingår i släktet Phaenocarpa och familjen bracksteklar. Inga underarter finns listade i Catalogue of Life.